# Hieronymus Lorm

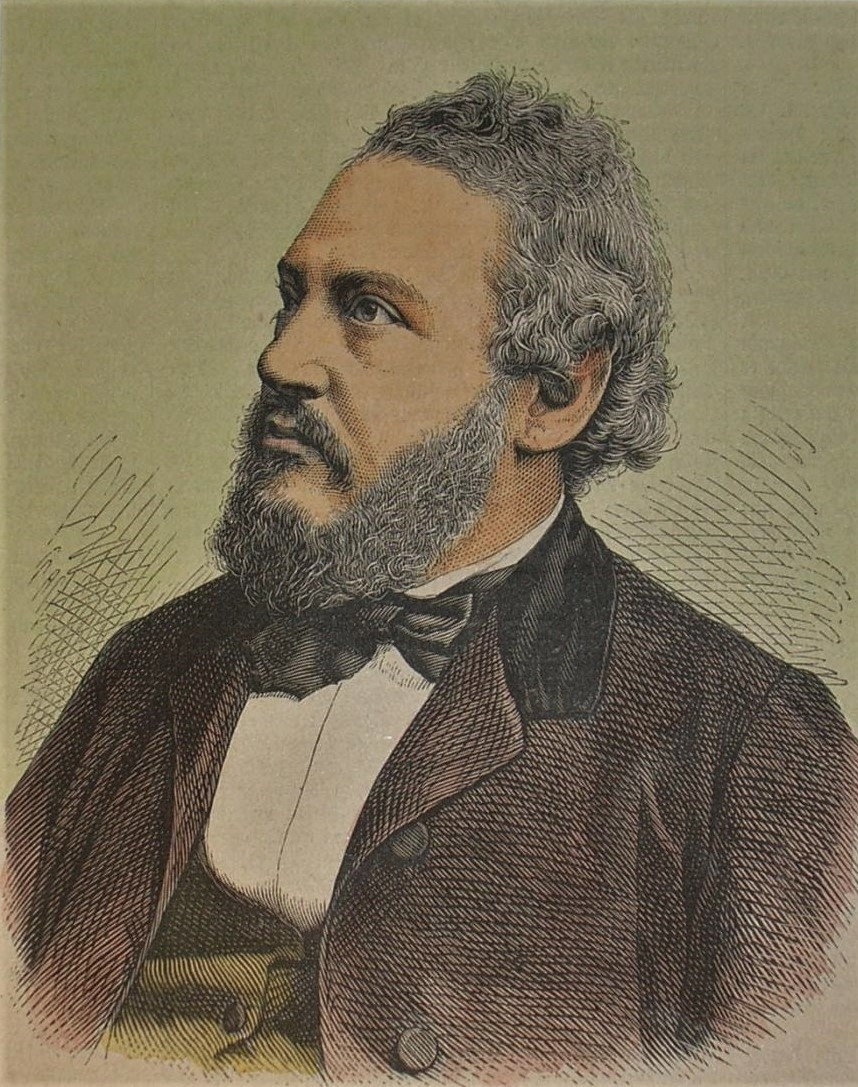
Hieronymus Lorm (1878)

Hieronymus Lorm (eigentlich Heinrich Landesmann; * 9. August 1821 in Nikolsburg, Mähren; † 3. Dezember 1902 in Brünn) war ein österreichischer Dichter, Journalist und Literaturkritiker, zugleich der Erfinder des Lorm-Alphabets, eines Tast-Alphabets für Taubblinde.

## Zum Pseudonym
Heinrich Landesmanns Pseudonym Hieronymus Lorm, das er seit dem Jahr 1847 und dann bis an sein Lebensende benutzte, wird üblicherweise wie folgt erklärt: Den Vornamen „Hieronymus“ wählte Heinrich als Hommage an den großen Eremiten-Heiligen und Asketen Hieronymus, der ihn wohl an sein eigenes Lebensschicksal erinnerte. Der Nachname „Lorm“ war dem Namen des Romans De l’Orme (1837, dt. 1839) von George Payne Rainsford James entlehnt, mit dessen gleichnamigem Protagonisten Landesmann eine besondere Beziehung empfand.

## Leben
Hieronymus Lorm wurde am 9. August 1821 in Nikolsburg (Mähren) als Sohn des jüdischen Kaufmanns Christian Landesmann und seiner Frau Theresia (geb. Abeles) geboren. Die Eltern siedelten jedoch schon bald nach Heinrichs Geburt nach Wien über. Als Kind war Heinrich bereits sehr leidend und körperlich fragil, und zeitweilen verschlimmerte sich sein Zustand derart, dass ihm die Ärzte sogar den Besuch des Gymnasiums verboten. Nach einer langen Krankheit mit schweren Lähmungserscheinungen ertaubte er mit 15 Jahren und büßte einen Gutteil seiner Sehkraft ein; sein Studium der Musik musste er aufgeben. Er bildete sich mit großer Energie als Autodidakt weiter, und zwar mit einer Entschlossenheit, die seine Eltern und die Ärzte kaum zu zügeln wussten. „Meine Jugend glich einem Schauspiel voll lärmender Bewegung, mit häufigem Dekorationswechsel und einer großen Zahl auftretender Personen – bis plötzlich der Vorhang fiel und eine unendliche, nicht oft in der Welt vorkommende Einsamkeit die Bühne meiner übrigen Lebenszeit bildete“, schrieb er im Alter aus der Rückschau.
Schon im Alter von 16 Jahren sandte er erste Gedichte an Zeitungen ein, und einige erschienen 1840 und 1841 im Österreichischen Zuschauer. Sein erstes umfangreicheres Werk Abdul. Eine poetische Erzählung wie auch weitere Gedichte veröffentlichte er 1844 unter seinem Namen Heinrich Landesmann in der Zeitschrift Die Grenzboten, doch spätestens ab 1847 schrieb er fast nur noch unter dem Pseudonym Hieronymus Lorm. Seinen wirklichen Namen verwendete er danach nur noch selten, aber in Österreich, und speziell in Wien, war ohnehin allseits bekannt, um wen es sich bei Hieronymus Lorm handelte; und ein einziges Mal, im Jahr 1851, ließ er seinen Namen sogar als „H. Landesmann-Lorm“ drucken!

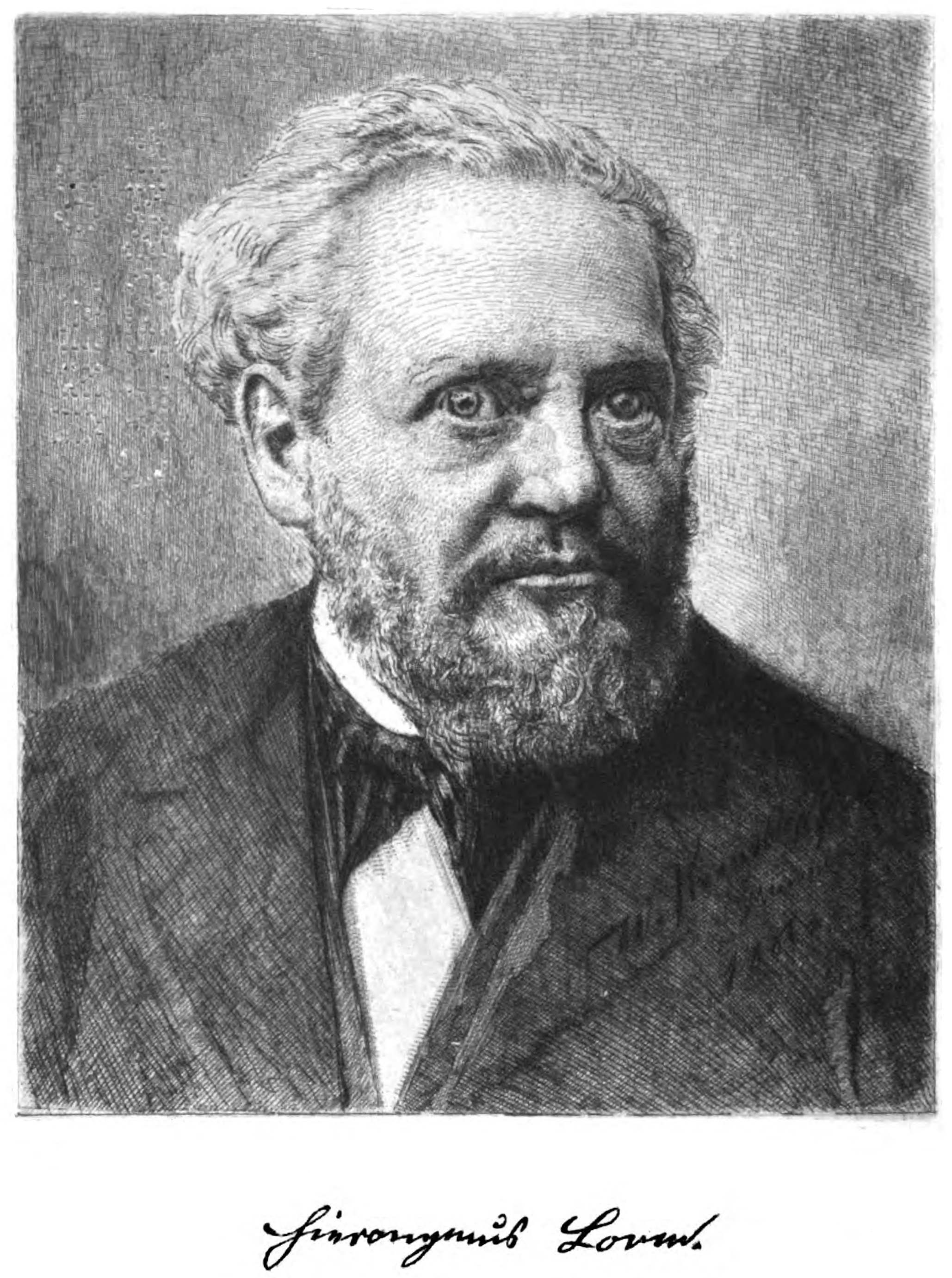
Hieronymus Lorm. Radierung von Wilhelm Krauskopf, München, 1886

Seine Karriere als Dichter und Schriftsteller nahm nach der Mitte der 1840er Jahre langsam Gestalt an, insbesondere nach der Publikation seines Buchs Wien’s poetische Schwingen und Federn (1847), in dem er sehr offen und mit geringem Respekt vor großen Namen die namhaften und weniger namhaften Literaten Österreichs seiner Zeit porträtierte. Weil er jedoch im Vorwort dieses Buchs nicht nur „den greisen Fürsten“ Metternich angriff, sondern auch die allgemeine Dumpfheit, die Bedrückung durch die Zensur und das schwierige Los aller Schriftsteller in diesem „absoluten Staat“ Österreich anprangerte, rieten ihm seine Freunde, sich außer Landes zu begeben. Um seine Familie vor Nachstellungen zu schützen, behielt er künftig sein Pseudonym bei, das er wohlweislich schon auf dem Titelblatt seines ersten Buchs benutzt hatte.

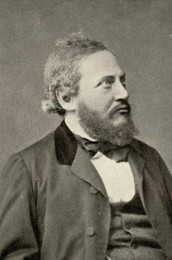
Hieronymus Lorm, vor 1902

Gewissermaßen aus politischen Gründen ging er also schon in den Monaten des Jahres 1847 nach Berlin, wo bereits sein Bruder Sigmund ansässig war, um erst ein Jahr später im April 1848 – vor den Wirren im Anschluss an die Berliner Märzrevolution fliehend – nach Wien zurückzukehren. In seiner Berliner Zeit hatte er sein zweites Buch, die Gräfenberger Aquarelle, geschrieben. Außerdem lieferte er lange literarhistorische Studien für die Wochenschrift Europa, die Gustav Kühne in Berlin herausgab. Noch 1848 lernte der berühmte Persien-Reisende und Schriftsteller Friedrich von Bodenstedt, nur 2 Jahre älter als Heinrich, ihn und sein Elternhaus in Wien kennen. Beide waren auch mit der Lyrikerin Betty Paoli und dem Schriftsteller Moritz Hartmann befreundet.
Im Jahr 1853 siedelte Lorm nach Baden bei Wien über. In diesem und den folgenden Jahren arbeitete er als Mitarbeiter und Feuilletonist der Wiener Zeitung, wo er auch viele seiner Novellen und Erzählungen zuerst veröffentlichte. Seinen bis dahin größten Erfolg sowohl bei Kritik und Publikum erzielte er 1855 mit seinem Ein Zögling des Jahres 1848, der zuerst als Fortsetzungsroman in Der Presse gedruckt wurde und sofort anschließend in einer dreibändigen Buchausgabe erschien, die bald vergriffen war.
Er heiratete im Jahr 1856 die Wienerin Henriette Frankl (1830–1906) und setzte seine produktive Schriftstellertätigkeit fort, wobei er zunehmend auch Rezensionen und Kritiken neu erschienener Literatur veröffentlichte. Mit zunehmender Leidenschaft sandte er jetzt auch Schachaufgaben an mehrere deutschsprachige illustrierte Zeitschriften ein und erarbeitete sich sogar im Kreis der Schach-Aficionados einen gewissen Namen. Doch Lorms journalistische Tätigkeit, die er in den 1850er und 1860er Jahren in Wien entfaltete, stand immer im Vordergrund und machte ihn in den Augen vieler Zeitgenossen zu dem Feuilletonisten Österreichs in diesen Jahrzehnten. Doch im Frühjahr 1873 zog es ihn von Österreich nach Dresden, wo er für die nächsten fast 20 Jahre leben sollte. Im Jahr 1881 verlor er sein Augenlicht, nachdem er schon viele Jahre zuvor nur noch schlecht sehen konnte.

### Erfinder eines Tast-Alphabets

Lorm-Alphabet in deutscher Sprache

Um sich mit seinen Mitmenschen weiterhin verständigen zu können, stellte er sein Lorm-Alphabet zusammen. Dieses „Tast-Alphabet“ hat Landesmann vor der Öffentlichkeit nach Möglichkeit geheim gehalten. Die öfters zu findende Angabe, seine Tochter habe erst nach dem Tod ihres Vaters etwas über das „Lorm-Alphabet“ bekannt gemacht, ist jedoch unrichtig, weil es schon im Jahr 1901 von Eugen Isolani in seinem Festartikel zum 80. Geburtstag Lorms nicht nur erwähnt, sondern auch in groben Zügen erklärt wird. Außerdem erlernten auch Bekannte, mit denen Lorm Umgang hatte, seine „Fingersprache“ bzw. das Tast-Alphabet. Der ebenfalls taubblinde H. v. Chlumecky setzte sich dann für seine Verbreitung ein. Heute ist es ein wichtiges Kommunikationssystem Taubblinder im deutschen Sprachraum.
Von Dresden zog er im März 1892 nach Brünn um. Seinen Lebensabend verbrachte er dort bei seinen Kindern, wo er 81-jährig am 3. Dezember 1902 an den Folgen eines Schlaganfalls starb.

## Familie
Aus der Ehe von Heinrich und Henriette Landesmann (geb. Frankl) gingen drei Kinder hervor: Marie Landesmann (1857–1935), Adolf Landesmann (1867–1926) und Robert Ernst Landesmann (1861–1935). Letzterer, Robert Ernst, war Arzt von Beruf. Adolf Landesmann war mit der jüdischen Schriftstellerin Alice Stein-Landesmann (1882–1963) verheiratet.
Lorms jüngere Schwester Nina Anna (1824–1900) war seit Juli 1849 mit dem damals sehr bekannten Schriftsteller und Verfasser der Schwarzwälder Dorfgeschichten Berthold Auerbach verheiratet. Auerbach hatte sie in ihrem Elternhaus kennengelernt, wo er verkehrte, seit er im Frühsommer 1848 nach Wien gekommen war; Auerbachs erste Frau Auguste war erst im April 1848 verstorben. Die „Verschiedenheit der schriftstellerischen Eigenart“, aber auch „des philosophischen und ästhetischen Glaubensbekenntnisses“ zwischen Auerbach und seinem Schwager Lorm sei aber zu groß gewesen, „als daß dies Verwandtschaftsverhältnis zu einer freundschaftlichen Gemeinschaft hätte führen können“.

## Ehrungen

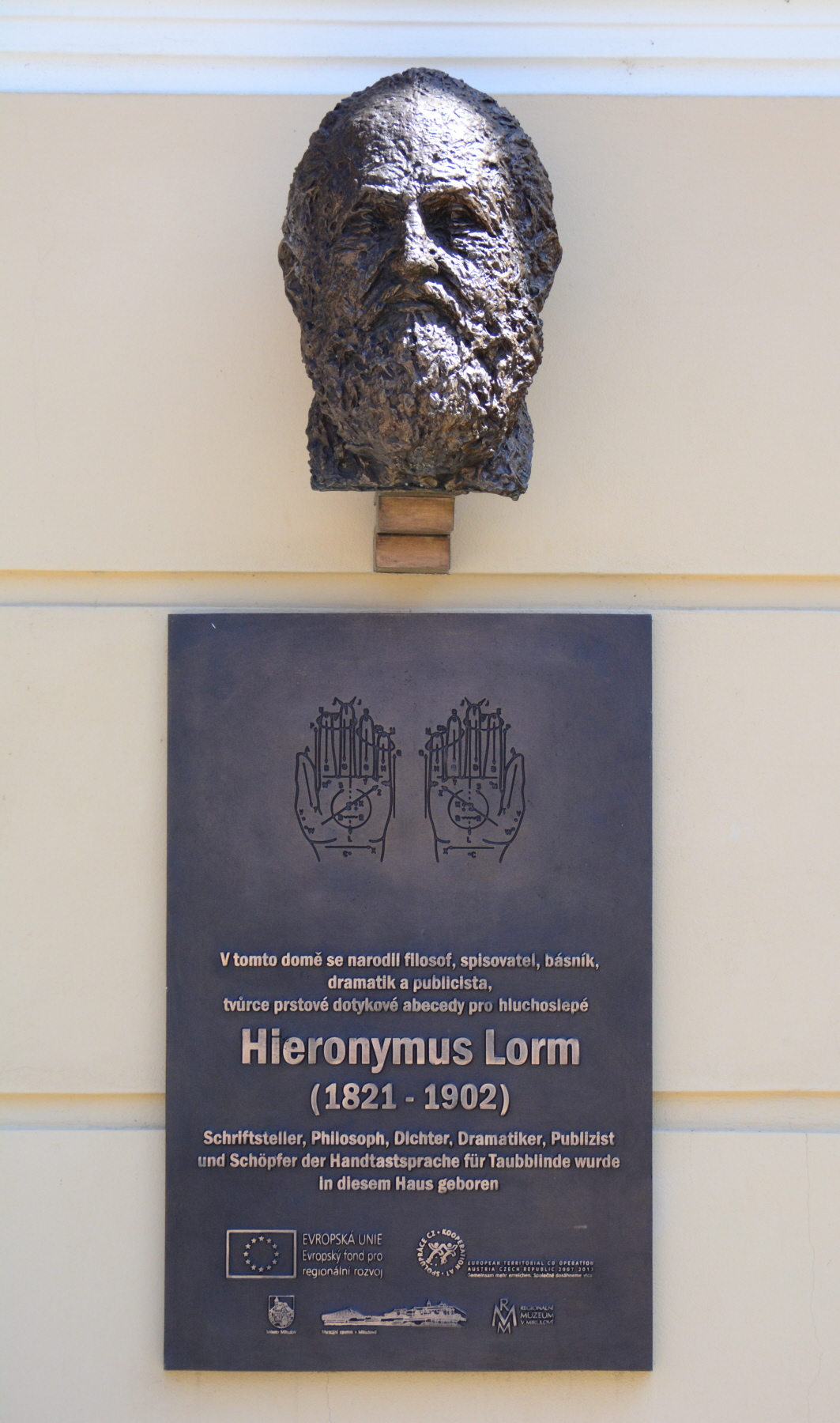
Gedenktafel für Hieronymus Lorm auf dem Lormovo náměstí, Mikulov, Tschechien

- 1873: Verleihung des Ehrendoktortitels (Dr. phil. honoris causa) durch die Universität Tübingen.
- Im Jahr 1956 wurde in Wien-Floridsdorf (21. Bezirk) der Lormweg nach ihm benannt.

## Werke
Alle Werke wurden als „H. Lorm“ oder „Hieronymus Lorm“ veröffentlicht, soweit nicht anders angegeben.

### Dichtung

#### In anderen Publikationen
- [als Heinrich Landesmann:] „Charade“. In: Blätter für geistige Thätigkeit Nr. 43, Beilage zu Der Österreichische Zuschauer, Nr. 127 vom 22. Oktober 1841, S. 1270
- [als Heinrich Landesmann:] „Homonyme“. In: Blätter für geistige Thätigkeit Nr. 45, Beilage zu Der Österreichische Zuschauer, Nr. 133 vom 5. November 1841, S. 1329
- [als Heinrich Landesmann:] „Was nützt der Dichter?“ / „Lebenstendenz“ / „Einem Freunde“ / „Schweigen“. In: Oesterreichisches Odeon. Jahrbuch für Poesie (Wien 1842), S. 125–128
- [als Heinrich Landesmann:] „Das Zauberschwert“. In: Iris. Taschenbuch für das Jahr 1843 (Pesth 1843), S. 104–10
- [als Heinrich Landesmann:] „Weiblicher Faust“. In: Album aus Oesterreich ob der Enns. Mit artistischen Beilagen (…), Linz: Vincenz Fink 1843, S. 189 f.
- [als Heinrich Landesmann:] „Resultat“. In: Die Grenzboten. Zeitschrift für Politik, Literatur und Kunst, 3. Jg. (1844), II. Semester, 2. Band, S. 321 f.
- [als Heinrich Landesmann:] „Ghasel“. In: Die Grenzboten. Zeitschrift für Politik, Literatur und Kunst, 3. Jg. (1844), II. Semester, 2. Band, S. 415. Noch erschienen in: Huldigung den Frauen. Taschenbuch für das Jahr 1844 (Hg. Castelli) (Wien 1844), S. 105 f.
- [als Heinrich Landesmann:] „Lebensprosa. Ein Albumscherz“. In: Huldigung den Frauen. Taschenbuch für das Jahr 1844 (Hg. Castelli) (Wien 1844), S. 107
- [als Heinrich Landesmann:] „Abdul. Eine poetische Erzählung“. In: Die Grenzboten. Zeitschrift für Politik, Literatur und Kunst, 3. Jg. (1844), II. Semester, 2. Band, S. 578–593 (später als Buch veröffentlicht; siehe im Folgenden)
- [als Heinrich Landesmann:] „Im Walde. Sonett“. In: Deutsches Museum (Hg. R. Prutz), 2. Jahrgang 1852 (Leipzig), S. 325
- „Künstlers Erdenwallen“. In: Deutsche Dichterhalle, Nr. 19 (1876), S. 315–318; Nr. 22, S. 367–369
- „Mein Lied“ / „Der Waldmann“. In: Die Gartenlaube, Heft 2 (1878), S. 39
- „Wenn Alles trügt. Ghasel“. In: An der schönen blauen Donau, Heft 2 vom 15. Januar 1888, S. 31
- „Der Sultan“. In: An der schönen blauen Donau, Heft 7 vom 1. April 1888, S. 155
- (posthum:) „Fromme Bücher“. In: Die zehnte Muse. Dichtungen vom Brettl und fürs Brettl (hg. von M. Bern), Berlin 1904, S. 213

#### Eigene Veröffentlichungen
- [als Heinrich Landesmann:] Abdul, Berlin: Alexander Duncker 1852 (Google)
- Gedichte, Hamburg u. Leipzig: J.F. Richter 1870 (BSB digital) (Google)
- Neue Gedichte, Dresden: E. Pierson 1877 (Google)
- Gedichte. Gesammt-Ausgabe, Dresden: E. Pierson 1880 (archive)
- Gedichte. Sechste, stark vermehrte Auflage, Dresden u. Leipzig: Heinrich Minden 1892 (Google)
- Nachsommer. Neue Gedichte, Dresden u. Leipzig: Heinrich Minden 1897

### Romane und Prosaschriften

#### In der „Wiener Zeitung“
- „Philosophie eines Kusses. Eine Feuilleton-Novelle“. Ab dem 15. März 1853 in mehreren Fortsetzungen im Abendblatt der Wiener Zeitung abgedruckt
- „Am grünen Tisch. Eine Feuilleton-Novelle“. Ab dem 27. Mai 1853 in mehreren Fortsetzungen im Abendblatt der Wiener Zeitung abgedruckt. Wieder abgedruckt im Morgenblatt der Neuen Salzburger Zeitung ab dem 16. März 1855
- „Eines kindischen Menschen kindische Geschichte. Zu Weihnacht erzählt“. Ab dem 24. Dezember 1853 in mehreren Fortsetzungen im Abendblatt der Wiener Zeitung abgedruckt
- „Außerhalb der Welt. Eine Erzählung“.Vom 11. August bis 26. September 1854 in zahlreichen Fortsetzungen im Abendblatt der Wiener Zeitung abgedruckt
- „Aus dem Elbflorentinischen Leben“. In 3 Teilen ab dem 2. August 1855 in zahlreichen Fortsetzungen im Abendblatt der Wiener Zeitung abgedruckt
- „Der Naturmensch. Eine Erzählung“. Ab dem 5. August 1856 in insgesamt drei Abschnitten im Abendblatt der Wiener Zeitung abgedruckt
- „Fragmente einer orientalischen Novelle“. Ab dem 17. Oktober 1856 in drei Fortsetzungen im Abendblatt der Wiener Zeitung abgedruckt (ANNO)
- „Hol über! Novellete [!]“. Vom 3. bis zum 27. Mai 1859 in mehreren Fortsetzungen im Abendblatt der Wiener Zeitung abgedruckt
- „Der Onkel aus Amerika. Eine Erzählung“. Vom 18. September bis zum 20. Oktober 1860 in mehreren Fortsetzungen im Abendblatt der Wiener Zeitung abgedruckt. – Später in Novellen (1864), Band I, aufgenommen
- „Eine moralische Jungfrau“. Vom 5. bis zum 23. September 1861 in insgesamt 6 Teilen (in mehreren Fortsetzungen) im Abendblatt der Wiener Zeitung abgedruckt. Im selben Monat auch erschienen in der Temesvarer Zeitung. – Später in Novellen (1864), Band I, aufgenommen
- „Der Roman des Ehemanns. Eine Stadt-Idylle“. Vom 2. bis zum 29. Januar 1862 in vielen Fortsetzungen im Abendblatt der Wiener Zeitung abgedruckt. – Später in Novellen (1864), Band I, aufgenommen
- „Ein Drama von 1809. Erzählung“. Vom 25. August bis zum 16. September 1863 im Abendblatt der Wiener Zeitung gedruckt

#### In anderen Zeitungen bzw. Publikationen
- „Gräfenberger Aquarelle“. In: Europa. Chronik der gebildeten Welt, Nr. 11 vom 13. März 1847, S. 161–168; Nr. 12 vom 20. März 1847, S. 177–180
- „Eine Ehe der Zukunft. Roman in drei Büchern“. Ab dem 25. Oktober 1849 in Fortsetzungen gedruckt in der Wiener Zeitung Die Presse
- [als Heinrich Landesmann-Lorm:] „Manzolini. Novelle aus den Papieren des Grafen Ch“. In: Illustrirtes Familienbuch (Österr. Lloyd), Band 1 (Triest 1851), S. 265–270
- „Ein Zögling des Jahres 1848“. Ab dem 1. Februar 1855 in Fortsetzungen gedruckt in der Wiener Zeitung Die Presse (Beginn: PDF) – Später auch unter dem neuen Titel Gabriel Solmar (1864) als Buch veröffentlicht
- „Eine Pariser Heirath“. Vom 10. bis 14. Juli 1856 in der Klagenfurter Zeitung abgedruckt
- „Briefe von der Ostsee. (Aus der Kriegszeit.)“. In mehreren Teilen abgedruckt in Unterhaltungen am häuslichen Herd, NF Band 1 (Leipzig 1856), ab Nr. 40
- „Gelbe Blätter. Eine Herbstbetrachtung“. In: Unterhaltungen am häuslichen Herd, NF Band 2, Nr. 5 (Januar 1857), S. 65 f.
- „Schwäbische Fahrten“. In: Unterhaltungen am häuslichen Herd, NF Band 2, Nr. 22 (1857), S. 340–343
- „Blanche“. In: Jahrbuch deutscher Belletristik auf das Jahr 1858, 4. Jahrgang (Prag 1858), S. 1–78
- „Ein adeliges Fräulein“. In: Deutsches Künstler-Album (hg. von W. Müller von Königswinter), Düsseldorf: Breidenbach & Co. 1867, S. 49–57
  - Später noch veröffentlicht in Deutscher Novellenschatz (hg. von P. Heyse), IV. Serie, Band 6 (München: Oldenburg 1876), S. 1–49; Noch gedruckt in Deutscher Novellenschatz, hg. von Paul Heyse und Hermann Kurz, Band 24. 2. Aufl. Berlin, [1910], S. 1–49. Digital in: Weitin, Thomas (Hrsg.): Volldigitalisiertes Korpus. Der Deutsche Novellenschatz. Darmstadt/Konstanz, 2016 (Digitalisat und Volltext im Deutschen Textarchiv)
- „Flucht vor dem Winter. Novelle“. In: Ueber Land und Meer, Band 45, Heft 10 (1880), S: 181–183; Heft 11, S. 205–207; Heft 12, S. 225–230; Heft 13, S. 246–250
- „Das Kopftuch der Madonna. Künstler-Novellette“. In: Allgemeine Literatur-Chronik (Wien), Nr. 27 vom 2. Juli 1887, S. 697–702 (ANNO)

#### Eigene Veröffentlichungen
- Gräfenberger Aquarelle, Berlin, A. Duncker 1848 (Google)
- Erzählungen des Heimgekehrten, Prag: Carl Bellmann 1851 (BSB digital)
  - Zweite Auflage 1859 (Google)
- Ein Zögling des Jahres 1848. Roman, 3 Bände, Wien: Ludwig & Zang 1855 (BSB digital: Band 1, Band 2, Band3)
  - Neuauflage 1864 unter neuem Titel: Gabriel Solmar oder: Ein kleines deutsches Fürstenthum. Roman, 2 Bände, Wien: Hermann Markgraf 1864 (Google: Band 1 – Band 2)
- Am Kamin. Erzählungen, 2 Bände, Berlin: Allgem. Deutsche Verlags-Anstalt 1856 (BSB digital: Band1, Band2)

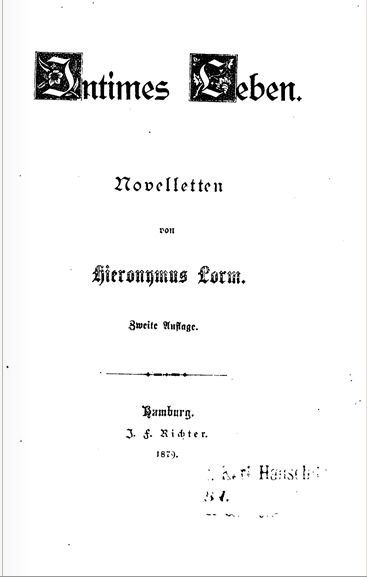
Intimes Leben, Novellen, zweite Auflage, Hamburg, 1879

- Intimes Leben. Novelletten, Prag: Kober & Markgraf 1860 (archive) (Google)
- Novellen, 2 Bände, Wien: Carl Schönewerk 1864 (BSB digital: Band1, Band 2)
- Todte Schuld. Roman, Stuttgart 1878 (BSB digital: Band 1, Band 2)
- Späte Vergeltung. Roman, 2 Bände, Hamburg: J.F. Richter 1879 (archive) (Google Band 1+2)
- Der ehrliche Name. Aus den Memoiren einer Wiener Jüdin, 2 Bände, Dresden: E. Pierson 1880
- Außerhalb der Gesellschaft. Roman, 1881
- Wanderers Ruhebank. Erzählungen, Leipzig: Bernhard Schlicke 1881. Zweite Auflage 1882 (Google)
- Ein Kind des Meeres. Roman, Dresden u. Leipzig: Heinrich Minden 1882 (Google)
- Ein Schatten aus vergangenen Tagen. Roman, Stuttgart: DVA (vormals Eduard Hallberger) 1882. Zweite Auflage 1883 (Google)
- Der fahrende Geselle. Roman, Leipzig: Bernhard Schlicke 1884 (Google)
- Vor dem Attentat. Roman, Dresden 1884. Zuerst erschienen als Einzelheft in der Deutschen Roman-Bibliothek zu Ueber Land und Meer, 11. Jahrgang (1883).
- Die schöne Wienerin. Roman, Jena 1886
- Kleine Romane, 3 Bde., Breslau: S. Schottlaender 1888
  - Erster Band: Das Leben kein Traum (Google)
  - Zweiter Band: Auf dem einsamen Schlosse (Google)
  - Dritter Band: Die beiden Töchter des Hauptmanns (Google)

### Philosophische und literaturkritische Schriften

#### In Zeitungen bzw. anderen Publikationen
- „Die Zukunft der deutschen Lyrik“. In: Die Grenzboten. Zeitschrift für Politik, Literatur und Kunst, 3. Jg. (1844), I. Semester, S. 575–587
- „Literarische Blätter aus Österreich“. In: Die Grenzboten. Zeitschrift für Politik, Literatur und Kunst, 3. Jg. (1844), II. Semester, 2. Band, S. 499–506
- [als Heinrich Landesmann:] „Sonntage eines Poeten“. In: Iris. Taschenbuch für das Jahr 1844 (Pesth 1844), S. 323–350
- „Das literarische Dachstübchen“. In: Europa. Chronik der gebildeten Welt, Nr. 17 vom 24. April 1847, S. 267–72; Nr. 19 vom 8. Mai, S. 299–301; Nr. 28 vom 10. Juli S. 450–454; Nr. 33 vom 14. August, S. 531–534; Nr. 43 vom 23. Oktober, S. 702–707
- „Ein Blick auf Wilhelm von Humboldt“. In: Europa. Chronik der gebildeten Welt, Nr. 1 vom 1. Januar 1848, S. 5–8
- „Poesie und Politik“. In: Europa. Chronik der gebildeten Welt, Nr. 13 vom 25. März 1848, S. 205–210
- [als Heinrich Landesmann:] „Freitag's Soll und Haben. Kritik“. In: Jahrbuch für Israeliten 5617 (1856–1857) (Hg. J. Wertheimer) (Wien 1856), S. 263–267
- „Die Werkstatt des Kritikers“. In: Unterhaltungen am häuslichen Herd, NF Band 2, Nr. 19 (Februar 1857), S. 289 f.
- „Zur französischen Literatur. Edmondet Jules de Goncourt: Les hommes de lettres. Paris. Dentu 1860“. In: Abendblatt der Wiener Zeitung, Nr. 4 vom 5. April 1860, S. 14; Nr. 5, S. 18
- „Die Muse des Glücks. Eine seelen-dietätische Betrachtung“. Vom 27. September bis zum 3. Oktober 1862 im Abendblatt der Wiener Zeitung abgedruckt
- „Iwan Turgenjews Erzählungen“. In: Österreichische Wochenschrift für Wissenschaft, Kunst und öffentliches Leben, Band 4 (1864). S. 1643–1647
- „Die Unschlittkerze. Ein verspätetes zeitgemäßes Feuilleton“. In: Neue Freie Presse (Wien), Morgenblatt Nr. 2010 vom 3. April 1870, S. 1 f.
- „Eine Cuba-Cigarre“. In: Wiener Abendpost. Beilage zur Wiener Zeitung, Nr. 265 vom 18. November 1873, S. 2217
- „Töchter gebildeter Stände“. In: Der Salon für Literatur, Kunst und Gesellschaft, Band 1 (Leipzig 1874), S. 556–560
- „Meditationen über Lyrik“. In: Deutsche Dichterhalle, Nr. 17 (1877), S. 283–287; Nr. 21, S. 355–358 (Textdatei)
- „Nestroy. Ein Culturbild“. In: Die Gegenwart. Wochenschrift für Literatur, Kunst und öffentliches Leben 15 (1879), Nr. 26 vom 28. Juni 1879, S. 409–411

#### Eigene Veröffentlichungen
- Wien's poetische Schwingen und Federn, Wien: F. W. Grunow 1847 (archive) (Google)
- [als „Heinrich Landsmann, Dr. phil. (H. Lorm“):] Philosophisch-Kritische Streifzüge, Berlin: Mitscher & Roestell 1873 (ETH Zürich) (Google)
- Geflügelte Stunden. Leben, Kritik, Dichtung, 3 Bände, Leipzig: J.F. Hartknoch 1875
  - Teil 1: Die Märchen der Gegenwart. Skizzen aus Zeit und Leben (BSB digital)
  - Teil 2: Diogenes im Tintenfass. Studien und Essays (Google)
  - Teil 3: Novellen und Scenen
- Der Naturgenuss. Eine Philosophie der Jahreszeiten, Berlin: A. Hofmann & Co. 1876 (archive) (Google)
  - Neuausgabe 1883 udT: Der Naturgenuss. Ein Beitrag zur Glückseligkeitslehre, Wien u. Teschen: k.k. Hof-Buchhandlung Karl Prochaska
- Der Abend zu Hause. Betrachtendes Verweilen bei Wissenschaft und Leben, Berlin: A. Hofmann u. Comp. 1881 (Google) – Marie von Ebner-Eschenbach gewidmet
- Natur und Geist im Verhältniß zu den Culturepochen, Wien u. Teschen: k.k. Hof-Buchhandlung Karl Prochaska 1884 (Google)
- Die Muse des Glücks und Moderne Einsamkeit. Zwei Beiträge zur Lebensphilosophie, Dresden u. Leipzig: Heinrich Minden 1893 (Google)
- Der grundlose Optimismus. Ein Buch der Betrachtung, Wien: Verlag der literar. Gesellschaft 1894 (Google)
- (posthum:) Bekenntnisblätter. Verstreute und hinterlassene Aufzeichnungen eines Dichterphilosophen. Eingeleitet von Philipp Stein. Berlin und Leipzig: Schuster & Loeffler 1905 (archive) (Google)

### Bühnenwerke
- Der Herzensschlüssel. Lustspiel, 1851 im Wiener Hofburgtheather aufgeführt (ungedruckt)
- Die Alten und die Jungen. Dramatisches Genrebild in 1 Akt, Berlin: im Selbstverlag 1862
- Das Forsthaus. Schauspiel in 3 Aufzügen, Wien: im Selbstverlag 1864 (Google)
- Hieronymus Napoleon in Westphalen. Schauspiel, 1875 (ungedruckt)

## Briefe
- Ausgewählte Briefe. Eingeleitet u. hrsg. von Ernst Friedegg. Berlin: Siegismund, 1912.

## Dokumentarfilm
- Lorm’s Alphabet, Fernsehdokumentarfilm, 52 min, Regie: Pavel Jurda, Tschechien/Österreich/Deutschland 2013 (ko-produziert von Soleil Film, Wien)

### Zur Biographie
- „Lorm-Landesmann. (Ein Nachruf an einen Lebenden).“ In: Oesterreichische Schachzeitung (Hg. J. Kolisch & H. Lehner), 2. Jahrgang, Nr. 26 vom 16. April 1873, S. 113–117.

- Constantin von Wurzbach: Landesmann, Heinrich. In: Biographisches Lexikon des Kaiserthums Oesterreich. 14. Theil. Kaiserlich-königliche Hof- und Staatsdruckerei, Wien 1865, S. 72–77 (Digitalisat).
- Ernst Eckstein: „Zur Geschichte des Feuilletons“. In: Unsere Zeit. Deutsche Revue der Gegenwart, NF 11. Jahrgang, 2. Hälfte (Leipzig 1875), S. 927–947. Darin handeln die S. 935–938 ausführlich von Lorm.
- J. J. David: „Hieronymus Lorm“. In: Allgemeine Kunst-Chronik (Wien), Band XV; Nr. 16 vom 1. August 1891, S. 444 f.
- Carl C. Bostianchich-Braum: „Der Dichter-Philosoph Hieronymus Lorm (Dr. Heinrich Landesmann). Ein Ehrenblatt zu seinem 80. Geburtstage“. In: Fremden-Zeitung, Nr. 43 vom 3. August 1901, S. 5 f. (ANNO)
- Eugen Isolani: „Hieronymus Lorm. Zum achtzigsten Geburtstage des Dichters, 9. August“. In: Innsbrucker Nachrichten, Nr. 180 vom 8. August 1901, S. 1–3 (ANNO)
- Karl Kreisler: „Hieronymus Lorm. Zu seinem hundertsten Geburtstag“. In: Neues Wiener Tagblatt, Nr. 217 vom 9. August 1921, S. 2 f. (ANNO)
- Hanus: Landesmann, Heinrich; Ps. Hieronymus Lorm. In: Österreichisches Biographisches Lexikon 1815–1950 (ÖBL). Band 4, Verlag der Österreichischen Akademie der Wissenschaften, Wien 1969, S. 428.
- Lorm, Hieronymus. In: Lexikon deutsch-jüdischer Autoren. Band 16: Lewi–Mehr. Hrsg. vom Archiv Bibliographia Judaica. Saur, München 2008, ISBN 978-3-598-22696-0, S. 162–173.
- Sigurd Paul Scheichel: Lorm, Hieronymus. In: Andreas B. Kilcher (Hrsg.): Metzler Lexikon der deutsch-jüdischen Literatur. Jüdische Autorinnen und Autoren deutscher Sprache von der Aufklärung bis zur Gegenwart. 2., aktualisierte und erweiterte Auflage. Metzler, Stuttgart/Weimar 2012, ISBN 978-3-476-02457-2, S. 349f.

### Zum Werk
- Anonym: „Novellen von Hieronymus Lorm“. In: Die Presse (Wien), Nr. 194 vom 15. Juli 1864, S. 1 (ANNO)
- Julian Straub: Hieronymus Lorm als Prosaist. Erläuternde Interpretation der erzählenden Werke und Darstellung des ‘Grundlosen Optimismus‘, München 1960 (zugl. Univ., Diss., München 1959).